# L'exécuteur défie l'empire du kung fu
Pour plus de détails, voir Fiche technique et Distribution.
L'exécuteur défie l'empire du kung fu (해결사, Haegyeolsa) est l'adaptation hongkongaise par Godfrey Ho d'un film sud-coréen réalisé par Lee Doo-yong, sorti en 1982.

## Synopsis
Un justicier recherche une jeune fille kidnappée dans une ville où règne la guerre des gangs.

## Fiche technique
- Titre : L'exécuteur défie l'empire du kung fu
- Titre original : 해결사 (Haegyeolsa)
- Réalisation : Lee Doo-yong, adaptation de Godfrey Ho
- Scénario : Yoon Sam-yuk
- Production : Park Jong-chan
- Musique : Kim Hie-gab
- Photographie : Lee Seong-chun
- Montage : Lee Kyeong-ja
- Pays d'origine :  Corée du Sud,  Hong Kong
- Format : Couleurs - 2,35:1 - Mono - 35 mm
- Genre : Drame, action
- Durée : 108 minutes
- Date de sortie : 7 mars 1982

## Distribution
- Hwang Jeong-lee
- Jim Norris
- Steve Tam
- James Chan
- Min Bok-ki
- Chuck Campell
- Mandy Yong
- Sam Kwon
- Sandy Shin
- Alan Kong
- Tom Wagner

## Adaptation hongkongaise
- Il s'agit à l'origine d'un film sud-coréen intitulé Haegyeolsa et réalisé par Lee Doo-yong, dans lequel le réalisateur hongkongais Godfrey Ho a inséré a posteriori des séquences supplémentaires filmées avec peu de moyens afin de faire passer le produit pour une production américaine et ainsi de l'exporter plus facilement, lui conférant par la même occasion le statut de nanar.